# Muzio Clementi
Muzio Clementi (Roma, 23 de gener de 1752 - Evesham, Anglaterra, 10 de març de 1832) va ser un virtuós del piano i se'l reconeix com el primer compositor que escrigué específicament per a piano. Contemporani de grans compositors com Mozart i Beethoven, aquests van fer ombra sobre la seva obra, almenys pel que fa a l'àmbit concertístic. Malgrat això, Clementi s'ha guanyat una posició central en la història de la música per a piano i en el desenvolupament de la forma sonata.

## Primers anys
Va nàixer a Roma el 1752, fou el primer de set fills de Nicolò Clementi, un orfebre romà respectat, i de Magdalena Kaiser, de nacionalitat suïssa. Molt prompte començà a manifestar-se el seu talent musical: amb set anys començà la seua instrucció musical. El seu progrés fou tan notable que amb tretze anys guanyà el càrrec d'organista de l'església.
El 1766, Sir Peter Beckford (1740-1811), un acabalat cosí de l'excèntric William Beckford, mostrà interès en el talent musical del xic, i tractà de convèncer a son pare per a dur-lo a la seua Mansió de Blandford Forum a Dorset, Anglaterra, on Beckford acordà uns pagaments trimestrals per a l'educació musical del xiquet. A canvi d'aquesta educació, Clementi s'encarregava dels esdeveniments musicals de la Mansió.
Clementi passà els set anys següents entregat plenament a l'estudi i pràctica del clavicordi. Tanmateix, les composicions que escrigué durant aquest període inicial foren poques i la majoria s'han perdut.

## El virtuós del teclat
El 1770, Clementi es presentà per primera vegada en públic com a intèrpret. L'audiència es quedà molt impressionada amb la seua execució: fou el començament d'una de les carreres com a concertista del piano més reeixides de la història.
El 1774, Clementi va ser alliberat de les seves obligacions envers Peter Beckford, i es va traslladar a Londres on, entre altres coses, va fer diverses presentacions en públic tocant el clavicordi, i va dirigir des del teclat en el teatre del rei, el Haymarket. La seva fama va créixer, en part gràcies a la popularitat de les seves Sonates op. 2 que havia publicat, i va ser considerat en molts cercles musicals com el pianista virtuós més gran del món.

## Clementi i Mozart
El 1781 inicia una gira europea per França, Alemanya i Àustria. A Viena, Clementi va convenir amb l'emperador Josep II de tenir un duel musical amb Mozart com un entreteniment per l'Emperador i els seus convidats. Cada executant va ser convidat a improvisar i a executar seleccions de les seves pròpies composicions. L'habilitat d'ambdós compositors i el seu virtuosisme va ser tan gran que l'Emperador es va veure forçat a declarar un empat.
El 12 de gener de 1782 Mozart va escriure al seu pare, Leopold: 
Clementi toca bé, tant com l'execució amb la seva mà dreta li permet. El seu major potencial resideix en els seus passatges en terceres. A part d'això, no té gust ni sensibilitat; resumint, ell és molt tècnic".
En cartes posteriors, va anar més enllà afirmant que "Clementi era un xarlatà, com tots els italians." En canvi les impressions de Clementi respecte de Mozart van ser totes molt positives i entusiastes.
Però el tema principal de la Sonata en si bemoll major va captivar la imaginació de Mozart, i deu anys més tard el va utilitzar en l'obertura de la seva òpera Die Zauberflöte (La flauta màgica). Aquest fet va indignar tant Clementi que cada vegada que va publicar aquesta sonata, va incloure una nota explicant que va ser escrita deu anys abans que Mozart escrigués La flauta màgica.
Els atacs de Mozart envers Clementi, i probablement cap als italians en general, ha portat a considerar ambdós músics com a grans rivals. Però pel que sabem, l'animositat no va ser tan gran, ja que no va ser corresposta per Clementi i, de tota manera, les cartes de Mozart, que estan plenes de burles i irreverències s'han de situar en el context que foren escrites, que és en un 'àmbit totalment privat.
A partir de 1782, i en els següents vint anys, Clementi va romandre a Anglaterra tocant el piano, dirigint i ensenyant. Entre els seus alumnes hi van comptar Samuel Webbe, i dos dels seus estudiants van assolir un important renom: Johann Baptist Cramer i John Field; Field, al seu torn, va exercir una certa influència sobre Chopin. L'any 1802 es trobava a Sant Petersburg, perquè hi ha constància que donà lliçons a diversos alumnes, entre ells Karl Traugott Zeuner

## Constructor de pianos i editor
Clementi també es va dedicar al negoci de la construcció de pianos, però el 1807 la fàbrica va ser destruïda per un incendi. Aquell mateix any va iniciar contactes amb Beethoven, un dels seus admiradors més grans, qui li va donar drets de publicació de la seva música. El nivell assolit per Clementi dins de la història de la música com a editor i intèrpret de Beethoven no és certament menor que com a compositor, tot i que també va ser criticat per algunes de les edicions publicades en les quals, per exemple, feia "correccions harmòniques" d'algunes de les obres de Beethoven. El fet que al final de la seva vida Beethoven es dediqués a compondre especialment per al mercat anglès pot haver estat relacionat amb el fet que el seu editor visqués allà.
El 1810 Clementi va abandonar la carrera concertística per dedicar-se a la composició i a la fabricació de pianos. Pel que fa a la vida privada, Clementi es va casar dues vegades. El 1830 es va traslladar als afores de Lichfield i va passar els seus darrers mesos a Evesham, on va morir el 10 de març de 1832, als 80 anys. Va ser enterrat a l'abadia de Westminster el 29 de març de 1832.

## Obra
Clementi va compondre al voltant de 110 sonates per a piano. Algunes de les primeres sonates, i les més senzilles, van ser reeditades com a sonatines després de l'èxit de la seva Sonatina op. 36 núm. 1, i continuen sent obres del repertori actual en l'aprenentatge del piano. Les seves sonates rarament són interpretades en concerts, en gran part perquè són considerades com a música pedagògica senzilla. Les sonates de Clementi, en general, són tècnicament més difícils de tocar que les de Mozart, i el mateix Mozart va escriure una carta a la seva germana en qui li suggeria que no toqués les sonates de Clementi a causa dels seus salts de moviments, a l'amplitud d'espais de la digitació i els acords, i creia que en intentar tocar-los li podria causar alguna lesió.
Clementi és conegut principalment per la seva col·lecció d'estudis per a piano Gradus ad Parnassum, sobre la qual Debussy en fa una divertida al·lusió en la peça Doctor Gradus ad Parnassum que és la primera de la suite per a piano Children's Corner. De la mateixa manera les seves sonatines van passar a ser un repertori obligat per a tots els estudiants de piano. Erik Satie, en la seva Sonatine bureaucratique faria una paròdia de la Sonatina op. 36 núm. 1 de Clementi.
A més de repertori per a piano sol, Clementi va escriure una gran quantitat d'altres tipus de música, incloses algunes obres recentment trobades i composicions llargues com algunes simfonies inacabades que gradualment estan tenint un reconeixement més gran per la comunitat musical. Mentre la música de Clementi rares vegades és tocada a les sales de concert, la seva popularitat s'ha anat incrementant com ho evidencien els enregistraments de les seves obres.
El pianista rus Vladimir Horowitz va adquirir un especial afecte per l'obra de Clementi i, a conseqüència d'això, la seva esposa Wanda Toscanini va comprar les obres completes de Clementi. Horowitz fins i tot va comparar algunes d'aquestes obres amb les millors composicions de Beethoven. La revaloració de Clementi com un gran artista es deu en part a l'esforç de Horowitz.